# Campionati del mondo di ciclismo su strada 1921
I Campionati del mondo di ciclismo su strada 1921 si disputarono a Copenaghen in Danimarca.
Fu assegnato il titolo Uomini Dilettanti, gara di 190 km.

## Medagliere
| Pos.   | Nazione     | Oro | Argento | Bronzo | Totale |
| ------ | ----------- | --- | ------- | ------ | ------ |
| 1      | Svezia      | 1   | 0       | 0      | 1      |
| 2      | Danimarca   | 0   | 1       | 0      | 1      |
| 3      | Regno Unito | 0   | 0       | 1      | 1      |
| Totale | Totale      | 1   | 1       | 1      | 3      |

## Sommario degli eventi
| Eventi                 | Oro                 | Tempo | Argento                  | Tempo | Bronzo                    | Tempo |
| Uomini Dilettanti      |                     |       |                          |       |                           |       |
| Gara in linea dettagli | Gunnar Sköld Svezia | -     | Willum Nielsen Danimarca | -     | Charles Davey Regno Unito | -     |